# Теорема Гаусса — Люка
Теорема Гаусса — Люка даёт ограничения на корни производной многочлена с комплексными коэффициентами через корни самого многочлена.

## Формулировка
Для произвольного не равного тождественно постоянной многочлена {\displaystyle P(z)} с комплексными коэффициентами множество нулей его производной {\displaystyle P'(z)} принадлежит выпуклой оболочке нулей многочлена {\displaystyle P(z)}.

## О доказательстве
Доказательство теоремы опирается на следующее легко проверяемое утверждение: Если все корни многочлена {\displaystyle P(z)} находятся в полуплоскости {\displaystyle {\rm {Re}}\,z<0}, тогда в области {\displaystyle {\rm {Re}}\,z\geq 0} справедливо неравенство:
{\displaystyle {\rm {Re}}\,{P'(z) \over P(z)}>0},
из которого следует, что все корни производной также должны быть в полуплоскости {\displaystyle {\rm {Re}}\,z<0}.